# Ярчехово
Ярчехово (пол. Jarczechowo, нім. Jarshof) — село в Польщі, у гміні Кікул Ліпновського повіту Куявсько-Поморського воєводства.
Населення — 118 осіб (2011).
У 1975-1998 роках село належало до Влоцлавського воєводства.

## Демографія
Демографічна структура станом на 31 березня 2011 року:
|          | Загалом | Допрацездатний вік | Працездатний вік | Постпрацездатний вік |
| -------- | ------- | ------------------ | ---------------- | -------------------- |
| Чоловіки | 61      | 14                 | 44               | 3                    |
| Жінки    | 57      | 9                  | 31               | 17                   |
| Разом    | 118     | 23                 | 75               | 20                   |